# Złoty Puchar CONCACAF 2017
Złoty Puchar CONCACAF 2017 (ang. 2017 CONCACAF Gold Cup, hiszp. Copa de Oro de la Concacaf 2017) – czternasty turniej o mistrzostwo Ameryki Północnej, Środkowej i Karaibów w piłce nożnej mężczyzn zorganizowany przez Stany Zjednoczone.

## Drużyny
W turnieju zagrało 12 zespołów (3 z Ameryki Północnej, 4 z Ameryki Środkowej, 4 z Karaibów oraz zwycięzca play-off, w którym zagra piąty zespół ze strefy Karaibów z piątą drużyną strefy Ameryki Środkowej.
Dwunastoma drużynami biorącymi udział w Złotym Pucharze są:
| Drużyna           | Zakwalifikowana jako             | Liczba występów w ZP                                                              | Najlepszy wynik w ZP                                   |
| ----------------- | -------------------------------- | --------------------------------------------------------------------------------- | ------------------------------------------------------ |
| Ameryka Północna  |                                  |                                                                                   |                                                        |
| Stany Zjednoczone | automatycznie                    | 13 (1991, 1993, 1996, 1998, 2000, 2002, 2003, 2005, 2007, 2009, 2011, 2013, 2015) | Mistrzostwo (1991, 2002, 2005, 2007, 2013)             |
| Meksyk            | automatycznie                    | 13 (1991, 1993, 1996, 1998, 2000, 2002, 2003, 2005, 2007, 2009, 2011, 2013, 2015) | Mistrzostwo (1993, 1996, 1998, 2003, 2009, 2011, 2015) |
| Kanada            | automatycznie                    | 12 (1991, 1993, 1996, 2000, 2002, 2003, 2005, 2007, 2009, 2011, 2013, 2015)       | Mistrzostwo (2000)                                     |
| Ameryka Środkowa  |                                  |                                                                                   |                                                        |
| Honduras          | Zwycięzca Copa Centroamericana   | 12 (1991, 1993, 1996, 1998, 2000, 2003, 2005, 2007, 2009, 2011, 2013, 2015)       | II Miejsce (1991)                                      |
| Panama            | 2. miejsce Copa Centroamericana  | 7 (1993, 2005, 2007, 2009, 2011, 2013, 2015)                                      | II Miejsce (2005, 2013)                                |
| Salwador          | 3. miejsce Copa Centroamericana  | 9 (1996, 1998, 2002, 2003, 2007, 2009, 2011, 2013, 2015)                          | Ćwierćfinał (2002, 2003, 2011, 2013)                   |
| Kostaryka         | 4. miejsce Copa Centroamericana  | 12 (1991, 1993, 1998, 2000, 2002, 2003, 2005, 2007, 2009, 2011, 2013, 2015)       | II Miejsce (2002)                                      |
| Karaiby           |                                  |                                                                                   |                                                        |
| Curaçao           | Zwycięzca Pucharu Karaibów 2017  | Debiutant                                                                         | Debiutant                                              |
| Jamajka           | 2. Miejsce Pucharu Karaibów 2017 | 9 (1991, 1993, 1998, 2000, 2003, 2005, 2009, 2011, 2015)                          | II Miejsce (2015)                                      |
| Gujana Francuska  | 3. Miejsce Pucharu Karaibów 2017 | Debiutant                                                                         | Debiutant                                              |
| Martynika         | 4. miejsce Pucharu Karaibów 2017 | 4 (1993, 2002, 2003, 2013)                                                        | Ćwierćfinał (2002)                                     |
| Zwycięzca barażu  |                                  |                                                                                   |                                                        |
| Nikaragua         | baraż                            | 1 (2009)                                                                          | Faza Grupowa (2009)                                    |

## Miasta i stadiony
19 grudnia 2016 CONCACAF ogłosił listę czternastu miast gospodarzy Złotego Pucharu CONCACAF. 1 lutego 2017 komitet organizacyjny zatwierdził Levi’s Stadium w Santa Clara jako obiekt na którym rozegrany zostanie finał.
| Cleveland           | Denver | Frisco | Harrison | Houston                 |
| ------------------- | --- | --- | --- | ----------------------- |
| FirstEnergy Stadium | Sports Authority Field at Mile High                                                                                  | Toyota Stadium | Red Bull Arena | BBVA Compass Stadium    |
| Pojemność: 67 431   | Pojemność: 76 125 | Pojemność: 16 000 | Pojemność: 25 000 | Pojemność: 22 000       |
|                     | | | |                         |
| Nashville           | ClevelandDenverFriscoHarrisonHoustonNashvilleSan AntonioSan DiegoTampaArlingtonGlendalePasadenaSanta ClaraFiladelfia | ClevelandDenverFriscoHarrisonHoustonNashvilleSan AntonioSan DiegoTampaArlingtonGlendalePasadenaSanta ClaraFiladelfia | ClevelandDenverFriscoHarrisonHoustonNashvilleSan AntonioSan DiegoTampaArlingtonGlendalePasadenaSanta ClaraFiladelfia | San Antonio             |
| Nissan Stadium      | ClevelandDenverFriscoHarrisonHoustonNashvilleSan AntonioSan DiegoTampaArlingtonGlendalePasadenaSanta ClaraFiladelfia | ClevelandDenverFriscoHarrisonHoustonNashvilleSan AntonioSan DiegoTampaArlingtonGlendalePasadenaSanta ClaraFiladelfia | ClevelandDenverFriscoHarrisonHoustonNashvilleSan AntonioSan DiegoTampaArlingtonGlendalePasadenaSanta ClaraFiladelfia | Alamodome               |
| Pojemność: 69 000   | ClevelandDenverFriscoHarrisonHoustonNashvilleSan AntonioSan DiegoTampaArlingtonGlendalePasadenaSanta ClaraFiladelfia | ClevelandDenverFriscoHarrisonHoustonNashvilleSan AntonioSan DiegoTampaArlingtonGlendalePasadenaSanta ClaraFiladelfia | ClevelandDenverFriscoHarrisonHoustonNashvilleSan AntonioSan DiegoTampaArlingtonGlendalePasadenaSanta ClaraFiladelfia | Pojemność: 65 000       |
|                     | ClevelandDenverFriscoHarrisonHoustonNashvilleSan AntonioSan DiegoTampaArlingtonGlendalePasadenaSanta ClaraFiladelfia | ClevelandDenverFriscoHarrisonHoustonNashvilleSan AntonioSan DiegoTampaArlingtonGlendalePasadenaSanta ClaraFiladelfia | ClevelandDenverFriscoHarrisonHoustonNashvilleSan AntonioSan DiegoTampaArlingtonGlendalePasadenaSanta ClaraFiladelfia |                         |
|                     | ClevelandDenverFriscoHarrisonHoustonNashvilleSan AntonioSan DiegoTampaArlingtonGlendalePasadenaSanta ClaraFiladelfia | ClevelandDenverFriscoHarrisonHoustonNashvilleSan AntonioSan DiegoTampaArlingtonGlendalePasadenaSanta ClaraFiladelfia | ClevelandDenverFriscoHarrisonHoustonNashvilleSan AntonioSan DiegoTampaArlingtonGlendalePasadenaSanta ClaraFiladelfia |                         |
| San Diego           | ClevelandDenverFriscoHarrisonHoustonNashvilleSan AntonioSan DiegoTampaArlingtonGlendalePasadenaSanta ClaraFiladelfia | ClevelandDenverFriscoHarrisonHoustonNashvilleSan AntonioSan DiegoTampaArlingtonGlendalePasadenaSanta ClaraFiladelfia | ClevelandDenverFriscoHarrisonHoustonNashvilleSan AntonioSan DiegoTampaArlingtonGlendalePasadenaSanta ClaraFiladelfia | Tampa                   |
| Qualcomm Stadium    | ClevelandDenverFriscoHarrisonHoustonNashvilleSan AntonioSan DiegoTampaArlingtonGlendalePasadenaSanta ClaraFiladelfia | ClevelandDenverFriscoHarrisonHoustonNashvilleSan AntonioSan DiegoTampaArlingtonGlendalePasadenaSanta ClaraFiladelfia | ClevelandDenverFriscoHarrisonHoustonNashvilleSan AntonioSan DiegoTampaArlingtonGlendalePasadenaSanta ClaraFiladelfia | Raymond James Stadium   |
| Pojemność: 70 561   | ClevelandDenverFriscoHarrisonHoustonNashvilleSan AntonioSan DiegoTampaArlingtonGlendalePasadenaSanta ClaraFiladelfia | ClevelandDenverFriscoHarrisonHoustonNashvilleSan AntonioSan DiegoTampaArlingtonGlendalePasadenaSanta ClaraFiladelfia | ClevelandDenverFriscoHarrisonHoustonNashvilleSan AntonioSan DiegoTampaArlingtonGlendalePasadenaSanta ClaraFiladelfia | Pojemność: 65 890       |
|                     | ClevelandDenverFriscoHarrisonHoustonNashvilleSan AntonioSan DiegoTampaArlingtonGlendalePasadenaSanta ClaraFiladelfia | ClevelandDenverFriscoHarrisonHoustonNashvilleSan AntonioSan DiegoTampaArlingtonGlendalePasadenaSanta ClaraFiladelfia | ClevelandDenverFriscoHarrisonHoustonNashvilleSan AntonioSan DiegoTampaArlingtonGlendalePasadenaSanta ClaraFiladelfia |                         |
|                     | ClevelandDenverFriscoHarrisonHoustonNashvilleSan AntonioSan DiegoTampaArlingtonGlendalePasadenaSanta ClaraFiladelfia | ClevelandDenverFriscoHarrisonHoustonNashvilleSan AntonioSan DiegoTampaArlingtonGlendalePasadenaSanta ClaraFiladelfia | ClevelandDenverFriscoHarrisonHoustonNashvilleSan AntonioSan DiegoTampaArlingtonGlendalePasadenaSanta ClaraFiladelfia |                         |
| Arlington           | Glendale | Pasadena | Santa Clara | Filadelfia              |
| AT&T Stadium        | University of Phoenix Stadium                                                                                        | Rose Bowl | Levi’s Stadium | Lincoln Financial Field |
| Pojemność: 100 000  | Pojemność: 63 400 | Pojemność: 90 000 | Pojemność: 68 500 | Pojemność: 69 596       |
|                     | | | |                         |

## Sędziowie
23 czerwca 2017 komitet sędziowski CONCACAF ogłosił listę siedemnastu sędziów z dziewięciu federacji wybranych do rozgrywek Złotego Pucharu CONCACAF.
| Sędzia             | Kraj                | Rok urodzenia | Mecze |    |   |   |
| ------------------ | ------------------- | ------------- | ----- | -- | - | - |
| Joel Aguilar       | Salwador            | 1975          | 2     | 4  | 0 | 0 |
| Henry Bejarano     | Kostaryka           | 1978          | 1     | 2  | 0 | 0 |
| Walter López       | Gwatemala           | 1980          | 3     | 16 | 0 | 0 |
| Drew Fischer       | Kanada              | 1980          | 2     | 7  | 0 | 0 |
| Óscar Moncada      | Honduras            | 1977          | 2     | 7  | 0 | 0 |
| Héctor Rodríguez   | Honduras            | 1982          | 1     | 1  | 0 | 0 |
| Ricardo Montero    | Kostaryka           | 1986          | 3     | 11 | 0 | 0 |
| Yadel Martínez     | Kuba                | 1985          | 1     | 4  | 0 | 0 |
| Roberto García     | Meksyk              | 1974          | 1     | 7  | 0 | 0 |
| Fernando Guerrero  | Meksyk              | 1981          | 1     | 0  | 0 | 0 |
| César Ramos        | Meksyk              | 1983          | 1     | 2  | 0 | 1 |
| Jhon Pitti         | Panama              | 1978          | 1     | 5  | 0 | 0 |
| Mark Geiger        | Stany Zjednoczone   | 1974          | 1     | 1  | 0 | 0 |
| Jair Marrufo       | Stany Zjednoczone   | 1977          | 1     | 2  | 0 | 0 |
| Melvin Matamoros   | Honduras            | 1978          | 1     | 4  | 1 | 0 |
| Armando Villarreal | Stany Zjednoczone   | 1986          | 1     | 3  | 0 | 0 |
| Kimbell Ward       | Saint Kitts i Nevis | 1983          | 2     | 5  | 0 | 0 |
| Ogółem             | Ogółem              | Ogółem        | 26    | 81 | 1 | 1 |

## Faza grupowa
Po rozegraniu wszystkich meczów fazy grupowej do ćwierćfinałów awansują dwie drużyny, które zdobyły najwięcej punktów w grupie oraz dwie najlepsze z trzech drużyn zajmujących trzecie miejsce w grupie. Za zwycięstwo w meczu przyznawane są trzy punkty, za remis – jeden punkt. W przypadku gdy dwie lub więcej drużyn uzyskają tę samą liczbę punktów, o awansie decydują kolejno kryteria określone przez CONCACAF.
Legenda
|  | Bezpośredni awans do fazy pucharowej.                                                                 |
|  | Awans do fazy pucharowej, jako dwie z trzech najlepszych drużyn zajmujących trzecie miejsce w grupie. |
|  | Odpadnięcie z turnieju.                                                                               |

O końcowej kolejności drużyn w każdej grupie decydują:
1. liczba punktów uzyskana przez drużyny we wszystkich meczach grupowych;
2. bilans bramek uzyskany we wszystkich meczach grupowych;
3. liczba goli strzelonych przez drużyny we wszystkich meczach grupowych.

Jeśli dwa lub więcej zespołów mają tyle samo punktów, taki sam stosunek bramek i taką samą liczbę bramek strzelonych, kolejność ustala się w następujący sposób:
1. liczba punktów uzyskanych w meczach między zainteresowanymi drużynami;
2. losowanie przeprowadzone przez komitet wykonawczy CONCACAF;

### Grupa A
| Zespół           | Pkt | M | W | R | P | Br+ | Br− | +/− |
| ---------------- | --- | - | - | - | - | --- | --- | --- |
| Kostaryka        | 7   | 3 | 2 | 1 | 0 | 5   | 1   | +4  |
| Kanada           | 5   | 3 | 1 | 2 | 0 | 5   | 3   | +2  |
| Honduras         | 4   | 3 | 1 | 1 | 1 | 3   | 1   | +2  |
| Gujana Francuska | 0   | 3 | 0 | 0 | 3 | 2   | 10  | -8  |

| 7 lipca 2017 19:00 | Gujana Francuska · Contout 69' · Privat 70' | 2:4(0:2)raport | Kanada · 28' Jaković · 45+2' Arfield · 60', 85' Davies | Red Bull Arena, Harrison Widzów: 25 817 Sędzia: Jhon Pitti |
|                    |                                             |                |                                                        |                                                            |

| 7 lipca 2017 21:00 | Honduras | 0:1(0:1)raport | Kostaryka · 39' Ureña | Red Bull Arena, Harrison Widzów: 25 817 Sędzia: Walter López |
|                    |          |                |                       |                                                              |

| 11 lipca 2017 19:30 | Kostaryka · Calvo 42' | 1:1(1:1)raport | Kanada · 26' Davies | BBVA Compass Stadium, Houston Widzów: 12 019 Sędzia: Mark Geiger |
|                     |                       |                |                     |                                                                  |

| 11 lipca 2017 22:00 | Honduras | 3:0 wo.raport | Gujana Francuska | BBVA Compass Stadium, Houston Sędzia: Yadel Martínez |
|                     |          |               |                  |                                                      |

1. ↑  CONCACAF przyznał Hondurasowi walkower za mecz z Gujaną Francuską, ponieważ w ekipie Gujany, zagrał nieuprawniony piłkarz Florent Malouda, który wcześniej reprezentował Francję przez co nie spełniał obowiązujących przepisów. W regulaminowym czasie gry padł remis 0-0[4].

| 14 lipca 2017 19:30 | Kostaryka · Rodríguez 4' · Wallace 79' · Ramírez 83' | 3:0(1:0)raport | Gujana Francuska | Toyota Stadium, Frisco Sędzia: César Ramos |
|                     |                                                      |                |                  |                                            |

| 14 lipca 2017 22:00 | Kanada | 0:0raport | Honduras | Toyota Stadium, Frisco Widzów: 10 048 Sędzia: Joel Aguilar |
|                     |        |           |          |                                                            |

### Grupa B
| Zespół            | Pkt | M | W | R | P | Br+ | Br− | +/− |
| ----------------- | --- | - | - | - | - | --- | --- | --- |
| Stany Zjednoczone | 7   | 3 | 2 | 1 | 0 | 7   | 3   | +4  |
| Panama            | 7   | 3 | 2 | 1 | 0 | 6   | 2   | +4  |
| Martynika         | 3   | 3 | 1 | 0 | 2 | 4   | 6   | -2  |
| Nikaragua         | 0   | 3 | 0 | 0 | 3 | 1   | 7   | -6  |

| 8 lipca 2017 16:30 | Stany Zjednoczone · Dwyer 50' | 1:1(0:0)raport | Panama · 60' Camargo | Nissan Stadium, Nashville Widzów: 47 622 Sędzia: Fernando Guerrero |
|                    |                               |                |                      |                                                                    |

| 8 lipca 2017 19:00 | Martynika · Parsemain 35' · Langil 56' | 2:0(1:0)raport | Nikaragua | Nissan Stadium, Nashville Widzów: 5 515 Sędzia: Kimbell Ward |
|                    |                                        |                |           |                                                              |

| 12 lipca 2017 18:30 | Panama · Díaz 50' · Torres 57' | 2:1(0:0)raport | Nikaragua · 48' Chavarria | Raymond James Stadium, Tampa Widzów: 23 368 Sędzia: Drew Fischer |
|                     |                                |                |                           |                                                                  |

| 12 lipca 2017 20:30 | Stany Zjednoczone · González 54' · Morris 64', 76' | 3:2(0:0)raport | Martynika · 66', 76' Parsemain | Raymond James Stadium, Tampa Widzów: 23 368 Sędzia: Henry Bejarano |
|                     |                                                    |                |                                |                                                                    |

| 15 lipca 2017 16:30 | Panama · Murillo 44' · Arroyo 60' · Torres 67' | 3:0(1:0)raport | Martynika | FirstEnergy Stadium, Cleveland Sędzia: Roberto García |
|                     |                                                |                |           |                                                       |

| 15 lipca 2017 19:00 | Nikaragua | 0:3(0:1)raport | Stany Zjednoczone · 36' Corona · 56' Rowe · 88' Miazga | FirstEnergy Stadium, Cleveland Widzów: 27 934 Sędzia: Melvin Matamoros |
|                     |           |                |                                                        |                                                                        |

### Grupa C
| Zespół   | Pkt | M | W | R | P | Br+ | Br− | +/− |
| -------- | --- | - | - | - | - | --- | --- | --- |
| Meksyk   | 7   | 3 | 2 | 1 | 0 | 5   | 1   | +4  |
| Jamajka  | 5   | 3 | 1 | 2 | 0 | 3   | 1   | +2  |
| Salwador | 4   | 3 | 1 | 1 | 1 | 4   | 4   | 0   |
| Curaçao  | 0   | 3 | 0 | 0 | 3 | 0   | 6   | -6  |

| 9 lipca 2017 19:00 | Curaçao | 0:2(0:0)raport | Jamajka · 58' Williams · 73' Mattocks | Qualcomm Stadium, San Diego Sędzia: Armando Villarreal |
|                    |         |                |                                       |                                                        |

| 9 lipca 2017 21:00 | Meksyk · Marín 8' · Hernández 29' · Pineda 55' | 3:1(2:1)raport | Salwador · 10' Bonilla | Qualcomm Stadium, San Diego Widzów: 53 133 Sędzia: Óscar Moncada |
|                    |                                                |                |                        |                                                                  |

| 13 lipca 2017 20:00 | Salwador · Mayen 21' · Zelaya 24' | 2:0(2:0)raport | Curaçao | Sports Authority Field at Mile High, Denver Sędzia: Héctor Rodríguez |
|                     |                                   |                |         |                                                                      |

| 13 lipca 2017 22:00 | Meksyk | 0:0(0:0)raport | Jamajka | Sports Authority Field at Mile High, Denver Widzów: 49 121 Sędzia: Ricardo Montero |
|                     |        |                |         |                                                                                    |

| 16 lipca 2017 18:00 | Jamajka · Mattocks 64' (k) | 1:1(0:1)raport | Salwador · 15' Bonilla | Alamodome, San Antonio Sędzia: Jair Marrufo |
|                     |                            |                |                        |                                             |

| 16 lipca 2017 20:00 | Curaçao | 0:2(0:1)raport | Meksyk · 22' Sepúlveda · 90+1' Álvarez | Alamodome, San Antonio Widzów: 44 232 Sędzia: Kimbell Ward |
|                     |         |                |                                        |                                                            |

### Drużyny z 3. miejsc
| Zespół    | Grupa   | Pkt | M | W | R | P | Br+ | Br− | +/− |
| --------- | ------- | --- | - | - | - | - | --- | --- | --- |
| Honduras  | Grupa A | 4   | 3 | 1 | 1 | 1 | 3   | 1   | +2  |
| Salwador  | Grupa C | 4   | 3 | 1 | 1 | 1 | 4   | 4   | 0   |
| Martynika | Grupa B | 3   | 3 | 1 | 0 | 2 | 4   | 6   | -2  |

## Faza pucharowa
|  |                       |                   |                     |                      |   |                   |                        |          |  |  |       |       |       |
|  | Ćwierćfinał           | Ćwierćfinał       | Ćwierćfinał         |                      |   | Półfinał          | Półfinał               | Półfinał |  |  | Finał | Finał | Finał |
|  | Ćwierćfinał           | Ćwierćfinał       | Ćwierćfinał         |                      |   | Półfinał          | Półfinał               | Półfinał |  |  | Finał | Finał | Finał |
|  | 19 lipca – Filadelfia |                   |                     |                      |   |                   |                        |          |  |  |       |       |       |
|  |                       |                   |                     |                      |   |                   |                        |          |  |  |       |       |       |
|  | Kostaryka             | Kostaryka         | 1                   |                      |   |                   |                        |          |  |  |       |       |       |
|  | Kostaryka             | Kostaryka         | 1                   | 22 lipca – Arlington |   |                   |                        |          |  |  |       |       |       |
|  | Panama                | Panama            | 0                   |                      |   |                   |                        |          |  |  |       |       |       |
|  | Panama                | Panama            | 0                   |                      |   | Kostaryka         | Kostaryka              | 0        |  |  |       |       |       |
|  | 19 lipca – Filadelfia |                   |                     |                      |   | Kostaryka         | Kostaryka              | 0        |  |  |       |       |       |
|  |                       |                   | Stany Zjednoczone   | Stany Zjednoczone    | 2 |                   |                        |          |  |  |       |       |       |
|  | Stany Zjednoczone     | Stany Zjednoczone | Stany Zjednoczone   | Stany Zjednoczone    | 2 | 2                 |                        |          |  |  |       |       |       |
|  | Stany Zjednoczone     | Stany Zjednoczone |                     |                      |   | 2                 | 26 lipca – Santa Clara |          |  |  |       |       |       |
|  | Salwador              | Salwador          | 0                   |                      |   |                   |                        |          |  |  |       |       |       |
|  | Salwador              | Salwador          | 0                   |                      |   | Stany Zjednoczone | Stany Zjednoczone      | 2        |  |  |       |       |       |
|  | 20 lipca – Glendale   |                   |                     |                      |   | Stany Zjednoczone | Stany Zjednoczone      | 2        |  |  |       |       |       |
|  |                       |                   | Jamajka             | Jamajka              | 1 |                   |                        |          |  |  |       |       |       |
|  | Meksyk                | Meksyk            | Jamajka             | Jamajka              | 1 | 1                 |                        |          |  |  |       |       |       |
|  | Meksyk                | Meksyk            | 23 lipca – Pasadena |                      |   | 1                 |                        |          |  |  |       |       |       |
|  | Honduras              | Honduras          | 0                   |                      |   |                   |                        |          |  |  |       |       |       |
|  | Honduras              | Honduras          | 0                   |                      |   | Meksyk            | Meksyk                 | 0        |  |  |       |       |       |
|  | 20 lipca – Glendale   |                   |                     |                      |   | Meksyk            | Meksyk                 | 0        |  |  |       |       |       |
|  |                       |                   | Jamajka             | Jamajka              | 1 |                   |                        |          |  |  |       |       |       |
|  | Jamajka               | Jamajka           | Jamajka             | Jamajka              | 1 | 2                 |                        |          |  |  |       |       |       |
|  | Jamajka               | Jamajka           |                     |                      |   |                   |                        |          |  |  |       |       |       |
|  | Kanada                | Kanada            | 1                   |                      |   |                   |                        |          |  |  |       |       |       |
|  | Kanada                | Kanada            | 1                   |                      |   |                   |                        |          |  |  |       |       |       |

### Ćwierćfinały
| 19 lipca 2017 18:00 | Kostaryka · Godoy 77' (sam.) | 1:0(0:0)raport | Panama | Lincoln Financial Field, Filadelfia Sędzia: Oscar Moncada |
|                     |                              |                |        |                                                           |

| 19 lipca 2017 21:00 | Stany Zjednoczone · González 41' · Lichaj 45+2' | 2:0(2:0)raport | Salwador | Lincoln Financial Field, Filadelfia Widzów: 31 615 Sędzia: Drew Fischer |
|                     |                                                 |                |          |                                                                         |

| 20 lipca 2017 19:30 | Meksyk · Pizarro 4' | 1:0(1:0)raport | Honduras | University of Phoenix Stadium, (Arizona) Sędzia: Walter López |
|                     |                     |                |          |                                                               |

| 20 lipca 2017 22:00 | Jamajka · Francis 6' · Williams 50' | 2:1(1:0)raport | Kanada · 61' Hoilett | University of Phoenix Stadium, (Arizona) Widzów: 37 404 Sędzia: Ricardo Montero |
|                     |                                     |                |                      |                                                                                 |

### Półfinały
| 22 lipca 2017 21:30 | Kostaryka | 0:2(0:0)raport | Stany Zjednoczone · 72' Altidore · 82' Dempsey | AT&T Stadium, Arlington Widzów: 45 516 Sędzia: Joel Aguilar |
|                     |           |                |                                                |                                                             |

| 23 lipca 2017 20:30 | Meksyk | 0:1(0:0)raport | Jamajka · 88' Lawrence | Rose Bowl, Pasadena Widzów: 42 393 Sędzia: John Pitti |
|                     |        |                |                        |                                                       |

### Finał
| 26 lipca 2017 21:30 | Stany Zjednoczone · Altidore 45' · Morris 88' | 2:1(1:0)raport | Jamajka · 50' Watson | Levi’s Stadium, Santa Clara Widzów: 63 032 Sędzia: Walter López |
|                     |                                               |                |                      |                                                                 |

## Strzelcy
3 gole
- Alphonso Davies
- Kévin Parsemain
- Jordan Morris

2 gole
- Darren Mattocks
- Romario Williams
- Gabriel Torres
- Nelson Bonilla
- Jozy Altidore
- Omar González

1 gol
- Roy Contout
- Sloan Privat
- Shaun Francis
- Kemar Lawrence
- Je-Vaughn Watson
- Scott Arfield
- David Hoilett
- Dejan Jaković
- Francisco Calvo
- David Ramírez
- Ariel Rodríguez
- Rodney Wallace
- Marco Ureña
- Steeven Langil
- Edson Álvarez
- Elías Hernández
- Hedgardo Marín
- Orbelín Pineda
- Rodolfo Pizarro
- Ángel Sepúlveda
- Carlos Chavarria
- Abdiel Arroyo
- Miguel Camargo
- Ismael Díaz
- Michael Amir Murillo
- Gerson Mayen
- Rodolfo Zelaya
- Joe Corona
- Clint Dempsey
- Dom Dwyer
- Eric Lichaj
- Matt Miazga
- Kelyn Rowe

Gole samobójcze
- Aníbal Godoy (dla Kostaryki)

## Nagrody indywidualne
| Złoty But (Król strzelców) | Złota Piłka (MVP) | Świetlana Przyszłość (Najlepszy młody zawodnik) | Złota Rękawica (Najlepszy bramkarz) | Drużyna Fair Play |
| -------------------------- | ----------------- | ----------------------------------------------- | ----------------------------------- | ----------------- |
| Alphonso Davies            | Michael Bradley   | Alphonso Davies                                 | Andre Blake                         | Stany Zjednoczone |

Drużyna turnieju:
| Bramkarz    | Obrońcy                                                  | Pomocnicy                                                     | Napastnicy                  |
| ----------- | -------------------------------------------------------- | ------------------------------------------------------------- | --------------------------- |
| Andre Blake | Graham Zusi Kemar Lawrence Jermaine Taylor Omar Gonzalez | Michael Bradley Jesus Duenas Darlington Nagbe Alphonso Davies | Jordan Morris Jozy Altidore |

## Klasyfikacja końcowa
| Miejsce                        | Zespół            | Pkt | M | W | R | P | Br+ | Br− | +/− |
| ------------------------------ | ----------------- | --- | - | - | - | - | --- | --- | --- |
| złoto                          | Stany Zjednoczone | 16  | 6 | 5 | 1 | 0 | 13  | 4   | +9  |
| srebro                         | Jamajka           | 11  | 6 | 3 | 2 | 1 | 7   | 4   | +3  |
| brąz                           | Meksyk            | 10  | 5 | 3 | 1 | 1 | 6   | 2   | +4  |
| brąz                           | Kostaryka         | 10  | 5 | 3 | 1 | 1 | 6   | 3   | +3  |
| Wyeliminowane w ćwierćfinale   |                   |     |   |   |   |   |     |     |     |
| 5.                             | Panama            | 7   | 4 | 2 | 1 | 1 | 6   | 3   | +3  |
| 6.                             | Kanada            | 5   | 4 | 1 | 2 | 1 | 6   | 5   | +1  |
| 7.                             | Honduras          | 4   | 4 | 1 | 1 | 2 | 3   | 2   | +1  |
| 8.                             | Salwador          | 4   | 4 | 1 | 1 | 2 | 4   | 6   | -2  |
| Wyeliminowane w fazie grupowej |                   |     |   |   |   |   |     |     |     |
| 9.                             | Martynika         | 3   | 3 | 1 | 0 | 2 | 4   | 6   | -2  |
| 10.                            | Nikaragua         | 0   | 3 | 0 | 0 | 3 | 1   | 7   | -6  |
| 11.                            | Curaçao           | 0   | 3 | 0 | 0 | 3 | 0   | 6   | -6  |
| 12.                            | Gujana Francuska  | 0   | 3 | 0 | 0 | 3 | 2   | 10  | -8  |